# 毒虫芋属
毒虫芋属（学名：Synandrospadix）是天南星科的一属。

## 下属物种
本属包括以下物种：
- 毒虫芋 Synandrospadix vermitoxicus (Griseb.) Engl.